# Стерленгов, Степан Алексеевич
Степан Алексеевич Стерленгов (не позднее 1790 — не ранее 1851) — российский морской офицер, контр-адмирал.

## Биография
Воспитывался в морском кадетском корпусе, в который поступил в 1803 году; произведенный в 1809 года в мичманы, был назначен в Черноморский флот, где в течение 1810 года крейсировал по морю на корабле «Анапа» участвовал в сражении у Пендераклии, при взятии в плен турецкого фрегата и корвета, а между 1811—1815 годами на транспорте «Рион» и фрегате «Воин» совершал обычные плавания. Будучи произведен в лейтенанты, Стерленгов получил ряд командировок — в Черниговскую губернию за рекрутами (1816 год), в Херсон для проводки из него в Севастополь корабля «Скорый» и фрегата «Евстафий» (1819 год) и др. В 1821 году он вышел в отставку, но через 2 года, материально стесненный, вновь поступил на службу с тем же чином и плавал на разных судах Черноморского флота.
В 1831 году Стерленгов участвовал в ряде дел против горцев и за оказанные отличия был награждён орденом Владимира 4 ст. Командуя различными, более или менее крупными военными судами, совершая ежегодно по Чёрному и Азовскому морям кампании, имевшие целью главным образом обучение молодежи морской службе, и постепенно повышаясь по службе, Стерленгов в 1836 году получил чин капитана 2 ранга, в 1839 году, — 1-го, а в 1849 году был произведен в контр-адмиралы с назначением командиром 2 бригады 5 флотской дивизии, начальником которой состоял около двух лет, после чего вторично вышел в отставку и вскоре скончался.